# Jaraun Burrows
Jaraun Kevan Burrows (Nassau, 4 settembre 1985) è un cestista bahamense.

## Carriera
Con le Bahamas ha disputato tre edizioni dei Campionati centramericani (2012, 2014, 2016).